# 1825
Cette page concerne l'année 1825 (MDCCCXXV en chiffres romains) du calendrier grégorien.
Pour le forum, voir 18-25.
L'année 1825 est une année commune qui commence un samedi.

## Événements

### Afrique
- 13 janvier, Soudan : arrivée à El Obeid de l’expédition de Rüppell sur le Nil Blanc[1].
- 1er mars, Madagascar : le roi sakalave du Boina Andriantsoly se révolte contre le Merina et tient en échec pendant plusieurs mois l’armée de Radama Ier. Le 15 avril 1826, il se retire à Mayotte[2].
- 28 et 31 mai : le roi de France Charles X envoie une ambassade au sultan du Maroc qui obtient pour la France le traitement de la nation la plus favorisée[3].
- Juin :
  - L’amiral britannique Harry Neal fait une vaine tentative de débarquement à Alger[4].
  - Éthiopie : mort de Ras Gugsa Mersa[5]. Début du règne du Masâfént du Bégemeder Ras Imâm (en). Il appuie l’Islam, qui progresse[6].
- 30 juin : le sultan du Maroc Abd ar-Rahman signe un accord avec le royaume de Sardaigne, qui règle les accords commerciaux entre les deux États[7].
- Juillet-septembre : établissement d’une nouvelle capitale de Tchaka à Dukuza[8].
- 7 décembre, Badagry : début de l’expédition de Hugh Clapperton au Bénin (fin en mars 1827)[9].

- Guerre civile au royaume Mossi du Yatenga entre les descendants du roi Naba Sagha Ier (1787-1803) (fin en 1834)[10].
- Le Bornou attaque l’empire de Sokoto. Les Bornouans mettent en déroute l’armée du roi de Zaria, mais battus par celle du roi de Baoutchi, ils se retirent[11].
- Le Sérère Maat Sine Ama Diouf Gnilane Faye Diouf devient roi du Sine[12].
- Première grammaire malgache (manuscrite)[13].

### Amérique
- 9 février - 4 mars : début de la présidence de coalition de John Quincy Adams aux États-Unis (fin en 1829)[14]. L’élection de John Quincy Adam, artisan de la doctrine Monroe, provoque la fureur des partisans d’Andrew Jackson qui se regroupent pour former le parti démocrate, opposé aux républicains nationaux.
- 1er avril : prise du village de Tumusla lors de la campagne de Sucre dans le Haut-Pérou[15].
- 17 avril : la France reconnaît l’indépendance de Saint-Domingue[16].

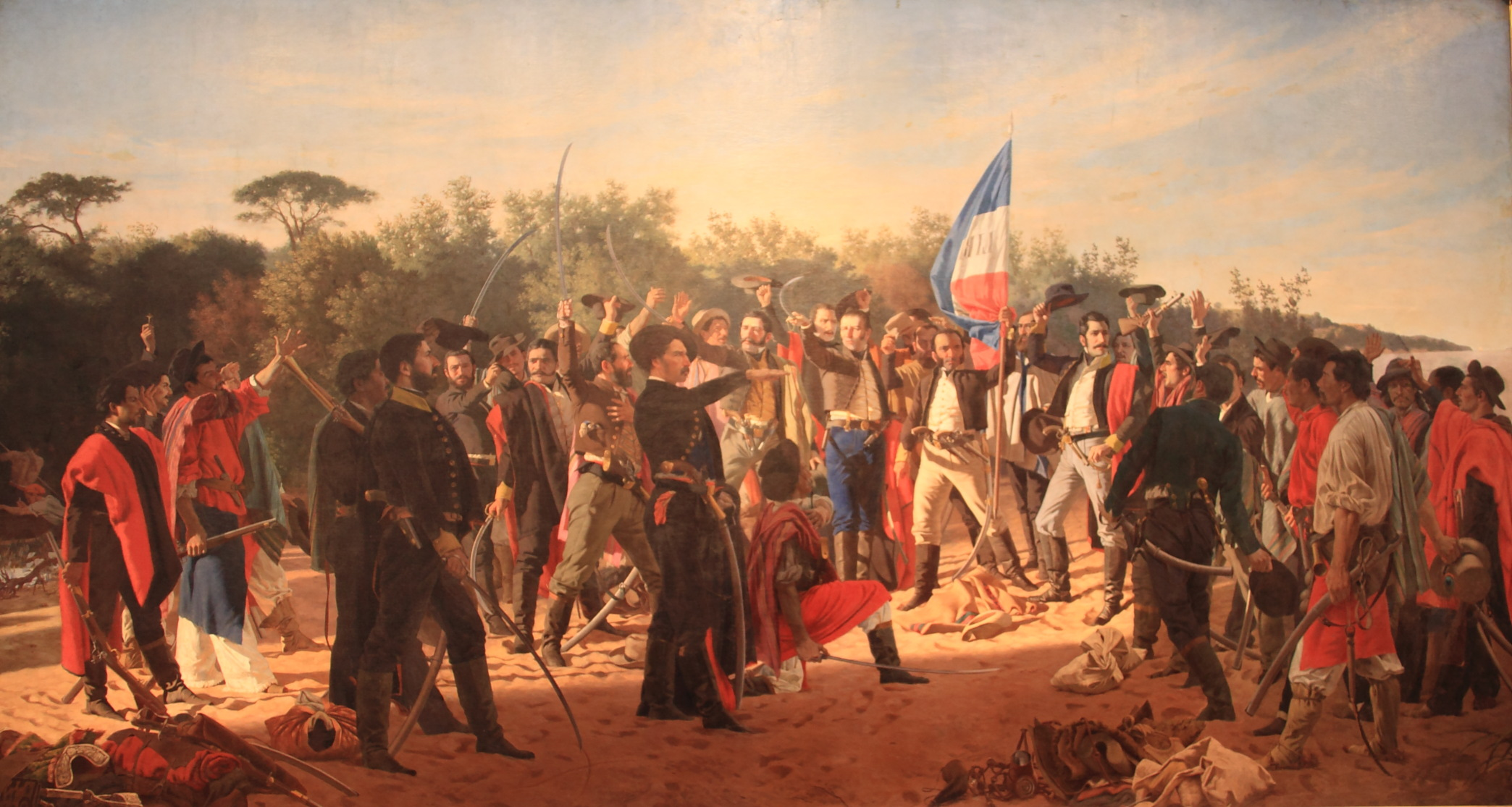
Serment des « Trente-trois Orientaux ».

- 19 avril : débarquement des « Trente-trois Orientaux » à l’Arenal Grande en Uruguay. Début de la Cruzada Libertadora (croisade libératrice) contre l’empire du Brésil[17].
- 6 août : le congrès de Chuquisaca proclame l’indépendance du Haut-Pérou, qui prend le nom de Bolivie[18]. Le « libertador », le général vénézuélien Simón Bolívar devient le premier président de la République de Bolivie.
- 25 août : proclamation de l’indépendance de l’Uruguay à La Florida. Les « Trente-trois Orientaux », dirigés par Lavellaja, chassent les Brésiliens qui occupaient le pays depuis 1816 et déclarent leur appartenance au Río de la Plata, ce qui occasionne une guerre de deux années entre les Provinces-Unies du Río de la Plata et l’empire du Brésil, déclarée le 10 décembre. Ils n’acceptent de se lier à l’Argentine que par un pacte Fédéral (25 octobre)[19].
- 29 août : le Portugal reconnait l’indépendance du Brésil au traité de Rio de Janeiro[20].
- 12 octobre, guerre de Cisplatine : victoire uruguayenne sur le Brésil à la bataille de Sarandí[19].
- 26 octobre : ouverture du canal de l'Érié, long de 600 km qui relie le lac Érié à New York en suivant le cours de l’Hudson[21].
- 29 décembre : Simón Bolívar Palacios abandonne la présidence de la Bolivie, qu’il laisse à son lieutenant Antonio José de Sucre Alcala[22].

### Asie et Pacifique

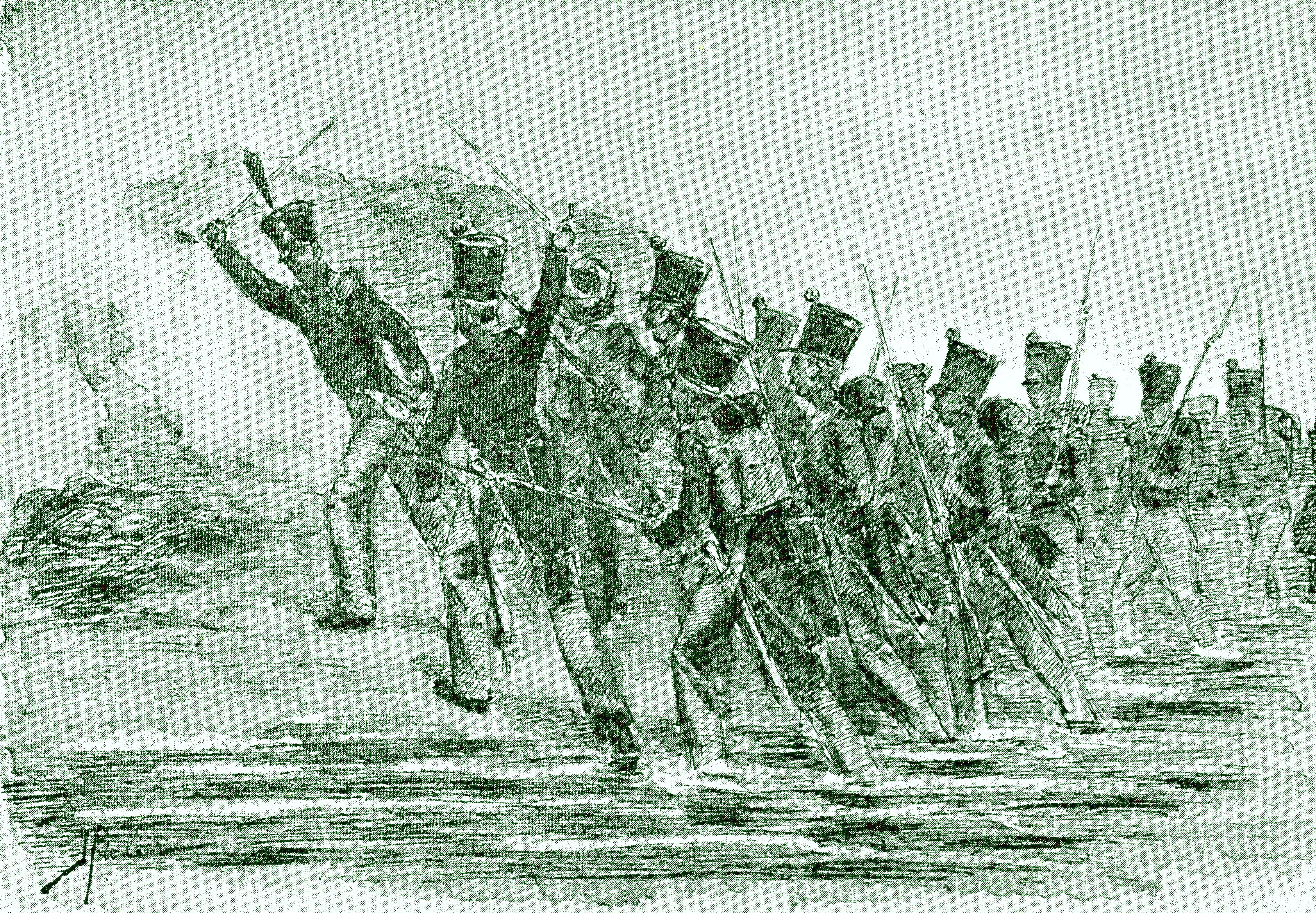
Guerre de Bone.

- 20 janvier, Indonésie : départ d’une seconde expédition contre le royaume de Bone dans le sud de Célèbes[23].
- 4 avril, Japon : Uchi-harai-Rei, édit shogunal ordonnant d’éloigner tout navire étranger s’approchant des côtes[24].
- Juillet, Java : début de la révolte du prince Diponegoro, prince de Djogjakarta, héritier des rois de Mataram, provoquée par la construction d’une route postale entre Malang et Yogyakarta[25]. Il devient le héros de la résistance à la colonisation, disposant d’un soutien populaire considérable, les paysans voyant en lui une émanation du « roi justice », ce messie dont plusieurs prédications avaient annoncé la venue. Pendant sept ans, les Javanais opposent une résistance acharnée aux Hollandais (Guerre de Java, qui prend fin en 1830).
- 15 novembre : victoire birmane à la bataille de Watigaon lors de la première guerre anglo-birmane[26].
- 3 décembre : la Terre de Van Diemen (Tasmanie) devient une colonie séparée de la Nouvelle-Galles du Sud[27].

- Chine : rébellion des oasis de Yarkand et de Kachgar au Xinjiang, menée par le prince Jahangir assisté du khan de Kokand (fin en 1827)[28].

### Europe
- 1er janvier (20 décembre 1824 du calendrier julien) : loi russe autorisant les fabricants à affranchir leurs serfs avec la permission du Comité des ministres[29].
- 4 janvier : début du règne de François Ier des Deux-Siciles[30].
- 4 février : rupture de digues à de Groningue dans les Pays-Bas[31]. Les marais environnants sont, durant le printemps et l’été 1826, la cause d’une dure épidémie de « fièvre intermittente » affectant 10 % de sa population.
- 26 février, Guerre d'indépendance grecque : les troupes de Méhémet Ali, appelées par le sultan, débarquent dans le Péloponnèse. Navarin (Pylos) est prise le 18 mai par Ibrahim Pacha après deux mois de siège[32].
- 27 avril : début du troisième siège de Missolonghi[33].
- 27-28 avril, France : loi sur l'indemnisation des Émigrés d'un montant d'un milliard[34].
- 8 mai : victoire navale ottomane sur les insurgés grecs à la bataille de Sphactérie[35].
- 31 mai : l’abbaye bénédictine de Hautecombe, en Savoie, est rétablie par le roi Charles-Félix de Savoie qui l’a achetée en 1824[36].
- 26 juillet : les insurgés grecs sollicitent le protectorat britannique[35].
- 13 septembre : le tsar Alexandre Ier de Russie quitte Saint-Pétersbourg[37]. Il meurt à Taganrog le 1er décembre.
- 22 octobre[38], Hongrie : devant la résistance des comitats, Metternich convoque la Diète après treize ans d’interruption. Elle rappelle à l’empereur l’obligation de la convoquer tous les trois ans. Cette convocation inaugure une ère de réformes jusqu’en 1848[39]. La Diète de 1825-1827 vote des lois qui restituent les droits constitutionnels, mettent fin aux levées arbitraires de recrues et d’impôts et font avancer l’emploi du hongrois comme langue officielle. Le grand débat sur les réformes débute aux diétines des comitats, dans les journaux et les livres (Wesselenyi, Széchenyi).
- 1er décembre : avènement de Nicolas Ier de Russie (fin en 1855)[40].
- 26 décembre (14 décembre du calendrier julien) : révolte des Décembristes (ou Décabristes), groupe de jeunes officiers et aristocrates russes, qui tentent de soulever la garnison de Saint-Pétersbourg au moment de la mort d'Alexandre Ier[41]. La conjuration rassemble des officiers supérieurs partisans d’un régime constitutionnel. Elle échoue par un manque de coordination.
- 17 décembre : krach à la Bourse de Londres déclenchant une des premières crises boursières de l'histoire[42].
- Décembre, Pologne : le prince Czartoryski, en mauvais termes avec le nouveau tsar Nicolas Ier, devient le chef de l’opposition au sénat polonais. Le grand-duc Constantin reste en place et le tsar réaffirme son désir de maintenir la Constitution, mais il regarde les gubernias occidentaux comme partie intégrante de la Russie : l’administration subit une russification et adopte une attitude anti-catholique et pro-orthodoxe. Après le complot des décabristes, la recherche de complicités polonaises entraîne un conflit avec le Sénat. Constantin s’oppose au tsar Nicolas, son frère. Czartoryski encourage la résistance du Sénat et l’effervescence gagne les milieux militaires et étudiants[43].

## Naissances en 1825
- 5 février : Ferdinand Fagerlin, peintre suédois († 19 mars 1907).
- 7 février : Cristóbal Oudrid, pianiste, compositeur de zarzuelas et chef d'orchestre espagnol († 13 mars 1877).
- 10 février : Émile Bin, peintre, aquafortiste et homme politique français († 4 septembre 1897).
- 22 février : Pierre Thielemans, compositeur et organiste belge († 3 décembre 1898).
- 27 février : Guillaume-Marie-Romain Sourrieu, cardinal français, archevêque de Rouen († 16 juin 1899).
- 28 février : Jean-Baptiste Arban, cornettiste, enseignant et compositeur français († 8 avril 1889).
- 1er mars : Louis Alfred Briosne, courtier en lingerie et militant républicain français († 18 juillet 1873).
- 11 mars : Joseph Doutre, journaliste, homme politique et avocat canadien († 3 février 1886).
- 15 mars : Aníbal Pinto Garmendia, homme d'État chilien († 9 juin 1884)
- 19 mars : Joseph Stallaert, peintre belge († 25 novembre 1903).
- 25 mars : François Chifflart, peintre, dessinateur et graveur français († 19 mars 1901).
- 4 avril : Heinrich Hasselhorst, peintre et dessinateur allemand († 7 août 1904).
- 10 avril : Charles-François Marchal, peintre français († 31 mars 1877).
- 11 avril : Ferdinand Lassalle, homme politique et écrivain allemand († 31 août 1864).
- 1er mai : George Inness, peintre américain († 3 août 1894).
- 9 mai : James Collinson, peintre britannique († 24 janvier 1881).
- 10 mai : Don Joseph Colonna Cesari, sculpteur, peintre et graveur français († 4 août 1887).
- 12 mai : Antoine de Tounens, aventurier français, éphémère roi de Patagonie († 17 septembre 1878).
- 20 mai : Antoinette Brown Blackwell, première femme ordonnée pasteur aux États-Unis († 5 novembre 1921).
- 26 mai : Jaime Felipe José Bosch, guitariste et compositeur espagnol († 31 mars 1895).
- 30 mai : Jean Valette, sculpteur et peintre français († 4 mai 1878).
- 3 juin : Louis Morel-Retz, peintre, caricaturiste et graveur français († 5 septembre 1899).
- 8 juin : Charles Chaplin, peintre et graveur français d’origine anglaise († 30 janvier 1891).
- 12 juin : Gustave Baneux, compositeur français († 27 mars 1878).
- 19 juin : Amand Gautier, peintre et lithographe français († 29 janvier 1894).
- 21 juin : Jan Umlauf, peintre austro-hongrois († 9 janvier 1916).
- 25 juin : Alfred Rücker, homme politique allemand († 25 avril 1869).
- 30 juin : Louis-Auguste-Florimond Ronger dit Hervé, compositeur, auteur dramatique, acteur, chanteur, metteur en scène et directeur de troupe français († 3 novembre 1892).
- 15 juillet : Joseph Carter Abbott, journaliste, homme politique et brigadier général américain († 8 octobre 1881).
- 20 juillet : Albert Racinet, illustrateur et peintre français († 27 octobre 1893).
- 27 juillet : Jules Laurens, peintre et lithographe français († 5 mai 1901).
- 1er août : Jean-François Florent Seigland, général de brigade français († 20 novembre 1895).
- 12 août :
  - Vito D'Ancona, peintre italien du mouvement des Macchiaioli († 9 janvier 1884).
  - Frederick Ouseley, compositeur, organiste, musicologue et prêtre anglais († 6 avril 1889).
  - François Reynaud, peintre et dessinateur français († 30 mars 1909).
- 15 août : Bartolomeo Giuliano, peintre italien († 12 avril 1909).
- 25 août : Adrien Tournachon, photographe, peintre et dessinateur français († 24 janvier 1903).
- 7 septembre : Marc Chautagne, compositeur français († 22 janvier 1900).
- 8 septembre : Louis Frédéric Schützenberger, peintre français († 17 avril 1903).
- 9 septembre : Dieudonné Dagnelies, chef d'orchestre et compositeur belge († 19 juin 1894).
- 21 septembre : Mårten Eskil Winge, peintre suédois († 22 avril 1896).
- 2 octobre : Henri Caspers, pianiste et compositeur français († 1906).
- 9 octobre : Adolphe Nibelle, compositeur français († 17 mars 1895).
- 13 octobre : Charles Frederick Worth, père de la Haute couture, à Bourne, Angleterre († 10 mars 1895).
- 17 octobre : Alexandre Protais, peintre français († 25 janvier 1890).
- 19 octobre : Suzanne Estelle Apoil, peintre décoratrice française de la Manufacture nationale de Sèvres († 28 juin 1902).
- 25 octobre : Johann Strauss fils, compositeur autrichien († 3 juin 1899).
- 31 octobre : Charles Martial Lavigerie, cardinal français, archevêque de Carthage († 26 novembre 1892).
- 2 novembre : Claudius Popelin, peintre, émailleur et poète français († 17 mai 1892).
- 6 novembre : Charles Garnier, architecte français († 3 août 1898).
- 8 novembre : Ludwig Carl Christian Koch, médecin et arachnologiste allemand († 1er novembre 1908).
- 30 novembre : William Bouguereau, peintre français († 19 août 1905).
- 13 décembre : Gerolamo Induno, patriote et peintre italien († 18 décembre 1890).
- Date inconnue :
  - Giuseppe Bertini, peintre italien († 1898).
  - Paul Deltuf, poète et écrivain français († 1871).
  - Rizkallah Hassoun, journaliste et poète Syrien († 1880).
  - Charles Poingdestre, peintre paysagiste jersiais († 26 octobre 1905).
  - Phạm Thận Duật, mandarin ayu († 23 octobre 1885).
  - Pashko Vasa, homme politique albanais († 29 juin 1892).

## Décès en 1825
- 4 janvier : Ferdinand Ier, roi des Deux-Siciles (° 12 janvier 1751).
- 28 janvier : Bernardo de Monteagudo, avocat, magistrat, homme politique, journaliste, militaire, fonctionnaire, diplomate, écrivain, intellectuel et révolutionnaire espagnol puis argentin (° 20 août 1789).
- 16 février : Georg Gerson, banquier et compositeur danois (° 14 octobre 1790).
- 19 février : John Hathorn, homme politique américain (° 9 janvier 1749).
- 18 mars : Friedrich Leopold von Kircheisen, juriste et ministre prussien  (° 28 juin 1749).
- 21 mars : Charles-Alexandre-Joseph Caullet, peintre français (° 14 juillet 1741).
- 24 mars : Jean-Frédéric Schall, peintre français (° 14 mars 1752).
- 8 avril : François Boher, peintre français (° 12 mars 1769).
- 10 avril : Paul-Louis Courier, helléniste et pamphlétaire français (° 4 janvier 1772).
- 16 avril : Heinrich Füssli, peintre et critique d'art britannique d'origine suisse (° 7 février 1741).
- 18 avril : Vladimir Borovikovski, peintre russe (° 4 août 1757).
- 29 avril : José Cienfuegos, militaire et homme politique espagnol (° 1er février 1763).
- 7 mai : Antonio Salieri, compositeur italien (° 18 août 1750).
- 19 mai : Claude Henri de Rouvroy, comte de Saint Simon, réformateur social français, penseur de l'industrialisme et de la société industrielle française (° 17 octobre 1760).
- 4 juin : Domingo French, militaire espagnol puis argentin (° 21 novembre 1774).
- 18 juillet : Louis Marie Sicard, peintre miniaturiste français (° 2 août 1743).
- 30 août : Johann Aloys Josef von Hügel, diplomate et homme d'État autrichien (° 14 novembre 1753).
- 4 septembre : Frederick Howard, 5e comte de Carlisle, homme politique, diplomate et écrivain britannique (° 28 mai 1748).
- 9 septembre : Rudolf Eickemeyer, général de la Révolution, mathématicien et ingénieur allemand (° 11 mars 1753).
- 6 octobre : Bernard Germain Étienne de Laville-sur-Illon, comte de Lacépède, zoologiste et homme politique français (° 26 décembre 1756).
- 10 octobre : Dmitro Bortnianski, compositeur ukrainien (° 28 octobre 1751).
- 13 octobre : Maximilien Ier, électeur (1799) puis roi de Bavière (1806-1825)
- 28 octobre : Jean Baptiste Brice Tavernier, ingénieur, peintre et dessinateur français (° 27 juillet 1744).
- 21 novembre : Jean Baptiste Genty, peintre français (° 30 septembre 1767).
- 1er décembre : Alexandre Ier, empereur de Russie (° 23 décembre 1777).
- 8 décembre : Jacques Joseph Spaak, peintre et poète belge (° 26 juin 1742).
- 29 décembre :
  - Giuseppe Maria Cambini, compositeur et violoncelliste italien (° 13 février 1746).
  - Jacques-Louis David, peintre français (° 30 août 1748).
- Date inconnue :
  - Jean-François Bony, peintre français (° 24 février 1754).
  - Jean-Baptiste Réville, graveur, peintre et dessinateur français (° 1767).